# Macronectes
Genre
Macronectes est un genre d'oiseaux de la famille des Procellariidae.

## Liste d'espèces
D'après la classification de référence (version 14.1, 2024) de l'Union internationale des ornithologues, il y a 2 espèces du genre Macronectes (ordre phylogénique) :
- Macronectes giganteus (Gmelin, 1789) – Pétrel géant ;
- Macronectes halli (Mathews, 1912) – Pétrel de Hall.

Un fossile datant du Pliocène a été découvert en Nouvelle-Zélande. Il s'agirait d'une troisième espèce du genre Macronectes :
†Macronectes tinae (Tennyson & Salvador, 2023)